# Festival di Cannes 1982
La 35ª edizione del Festival di Cannes si è svolta a Cannes dal 14 al 26 maggio 1982.
La giuria presieduta dal regista italiano Giorgio Strehler ha assegnato la Palma d'oro per il miglior film ex aequo a Missing - Scomparso  di Costa-Gavras e Yol di Şerif Gören e Yilmaz Güney.
Un premio speciale per il 35º Anniversario del Festival è stato assegnato a Michelangelo Antonioni.
Se la Palma d'oro è stata assegnata a due film politicamente impegnati, il film più applaudito della manifestazione è stato però un film spettacolare americano presentato fuori concorso, in chiusura del Festival e in anteprima mondiale, E.T. l'extra-terrestre di Steven Spielberg.
È l'ultima edizione per il vecchio Palais quale sede delle proiezioni dei film della selezione ufficiale, che dal 1983 sarà sostituito dal nuovo Palais des Festivals sulla Georges Pompidou Esplanade.

## Selezione ufficiale

### Concorso
- Britannia Hospital, regia di Lindsay Anderson (Gran Bretagna)
- Identificazione di una donna, regia di Michelangelo Antonioni (Italia/Francia)
- Prigioniero del passato (The Return of the Soldier), regia di Alan Bridges (Gran Bretagna)
- Ah Q zheng zhuan, regia di Cen Fan (Cina)
- Missing - Scomparso (Missing), regia di Costa-Gavras (USA)
- Invito al viaggio (Invitation au voyage), regia di Peter Del Monte (Francia/Italia/Germania)
- Passion, regia di Jean-Luc Godard (Francia/Svizzera)
- Yol, regia di Şerif Gören e Yilmaz Güney (Turchia)
- Douce enquête sur la violence, regia di Gérard Guérin (Francia)
- Fitzcarraldo, regia di Werner Herzog (Germania)
- Vent de sable, regia di Mohammed Lakhdar-Hamina (Algeria)
- À toute allure, regia di Robert Kramer (Francia)
- Un altro sguardo (Egymásra nézve), regia di Károly Makk (Ungheria)
- Spara alla luna (Shoot the Moon), regia di Alan Parker (USA)
- L'isola degli amori (A Ilha dos Amores), regia di Paulo Rocha (Portogallo)
- Tag der Idioten, regia di Werner Schroeter (Germania)
- Il mondo nuovo (La nuit de Varennes), regia di Ettore Scola (Francia/Italia)
- Smithereens, regia di Susan Seidelman (USA)
- Moonlighting, regia di Jerzy Skolimowski (Gran Bretagna/Germania)
- Cecilia, regia di Humberto Solás (Cuba)
- La notte di San Lorenzo, regia di Paolo e Vittorio Taviani (Italia)
- Hammett - Indagine a Chinatown (Hammett), regia di Wim Wenders (USA)

### Fuori concorso
- Il mistero Picasso (Le mystère Picasso), regia di Henri-Georges Clouzot (Francia)
- Intolerance, regia di David Wark Griffith (USA)
- Chronopolis, regia di Piotr Kamler (Francia/Polonia)
- Pink Floyd The Wall, regia di Alan Parker (Gran Bretagna)
- Brel, regia di Frédéric Rossif (Francia)
- E.T. l'extra-terrestre (E.T. the Extra-Terrestrial), regia di Steven Spielberg (USA)
- Parsifal, regia di Hans-Jürgen Syberberg (Francia/Germania)

### Un Certain Regard
- Houroub saghira, regia di Maroun Bagdadi (Francia/Libano)
- No eran nadie, regia di Sergio Bravo-Ramos
- Monkey Grip, regia di Ken Cameron (Australia)
- Il vento (Finye), regia di Souleymane Cissé (Mali)
- O lacrima de fata, regia di Iosif Demian (Romania)
- Lettre à Freddy Buache, regia di Jean-Luc Godard (Francia)
- Elippathayam, regia di Adoor Gopalakrishnan (India)
- Roza, regia di Hristoforos Hristofis (Grecia)
- Une villa aux environs de New York, regia di Benoît Jacquot (Francia)
- Kundskabens træ, regia di Nils Malmros (Danimarca)
- Forty Deuce, regia di Paul Morrissey (USA)
- Nasvidenje v naslednji vojni, regia di Zivojin Pavlovic
- Cinq et la peau, regia di Pierre Rissient (Francia/Filippine)
- Das Tripas Coração, regia di Ana Carolina Teixeira Soares (Brasile)
- Elia Kazan Outsider, regia di Annie Tresgot (Francia)
- Inventaire lausannois, regia di Yves Yersin (Svizzera)

## Settimana internazionale della critica
- Czule miejsca, regia di Piotr Andrejew (Polonia)
- L'ange, regia di Patrick Bokanowski (Francia)
- Målaren, regia di Göran du Rées e Christina Olofson (Svezia)
- Mourir à trente ans, regia di Romain Goupil (Francia)
- Dhil al ardh, regia di Taieb Louhichi (Tunisia/Francia)
- Jom o la storia di un popolo (Jom), regia di Ababacar Samb Makharam (Senegal)
- Parti sans laisser d'adresse, regia di Jacqueline Veuve (Svizzera)

## Quinzaine des Réalisateurs
- Índia, a Filha do Sol, regia di Fábio Barreto (Brasile)
- Limuzyna Daimler-Benz, regia di Filip Bajon (Polonia/Germania)
- Too Far To Go, regia di Fielder Cook (USA)
- Alpha Kappa Omega Batch '81, regia di Mike De Leon (Filippine)
- Kisapmata, regia di Mike De Leon (Filippine)
- Arais Min Kassab, regia di Jillali Ferhati (Marocco)
- L'occupazione (Dakhal), regia di Goutam Ghose (India)
- Megáll az idö, regia di Péter Gothár (Ungheria)
- Woo Yuet dik goo si, regia di Ann Hui (Hong Kong)
- Les fleurs sauvages, regia di Jean Pierre Lefebvre (Canada)
- La vela incantata, regia di Gianfranco Mingozzi (Italia)
- Heatwave - Ondata calda (Heatwave), regia di Phillip Noyce (Australia)
- At, regia di Ali Özgentürk (Turchia/Germania)
- Kaliyugaya, regia di Lester James Peries (Sri Lanka)
- Corsa contro la paura (The Scarecrow), regia di Sam Pillsbury (Nuova Zelanda)
- La familia Orozco, regia di Jorge Reyes (Perù)
- Bolívar, sinfonía tropikal, regia di Diego Rísquez (Venezuela)
- Il falansterio (Falansterul), regia di Savel Stiopul (Romania)
- Irezumi lo spirito del tatuaggio (Sekka Tomurai Zashi), regia di Yoichi Takabayashi (Giappone)

## Giuria
- Giorgio Strehler, regista (Italia) - presidente
- Jean-Jacques Annaud, regista (Francia)
- Suso Cecchi D'Amico, sceneggiatrice (Italia)
- Géraldine Chaplin, attrice (USA)
- Gabriel García Márquez, scrittore (Colombia)
- Florian Hopf, critico (Germania)
- Sidney Lumet, regista (USA)
- Mrinal Sen, regista (India)
- Claude Soule (Francia)
- René Thevenet, produttore (Francia)

## Palmarès
- Palma d'oro: Missing - Scomparso (Missing), regia di Costa-Gavras (USA) ex aequo Yol, regia di Şerif Gören e Yilmaz Güney (Turchia)
- Premio del 35º anniversario: Identificazione di una donna, regia di Michelangelo Antonioni (Italia/Francia)
- Grand Prix Speciale della Giuria: La notte di San Lorenzo, regia di Paolo e Vittorio Taviani (Italia)
- Prix d'interprétation féminine: Jadwiga Jankowska-Cieślak - Un altro sguardo (Egymásra nézve), regia di Károly Makk (Ungheria)
- Prix d'interprétation masculine: Jack Lemmon - Missing - Scomparso (Missing), regia di Costa-Gavras (USA)
- Prix de la mise en scène: Werner Herzog - Fitzcarraldo (Germania)
- Prix du scénario: Jerzy Skolimowski - Moonlighting, regia di Jerzy Skolimowski  (Gran Bretagna/Germania)
- Premio per il contributo artistico: Bruno Nuytten - Invito al viaggio (Invitation au voyage), regia di Peter Del Monte (Francia/Italia/Germania)
- Grand Prix tecnico: Raoul Coutard - Passion, regia di Jean-Luc Godard (Francia/Svizzera)
- Caméra d'or: Mourir à trente ans, regia di Romain Goupil (Francia)
- Premio FIPRESCI: Yol, regia di Şerif Gören e Yilmaz Güney (Turchia) ex aequo Les fleurs sauvages, regia di Jean Pierre Lefebvre (Canada)
- Premio della giuria ecumenica: La notte di San Lorenzo, regia di Paolo e Vittorio Taviani (Italia)
  - Premio della giuria ecumenica - Menzione speciale: Yol, regia di Şerif Gören e Yilmaz Güney (Turchia)